# یحیی شاهکوه محلی
یحیی شاهکوه محلی از محیط‌بانان فعال سازمان حفاظت محیط زیست در استان‌های سمنان، گلستان و مازندران بود که در سال ۱۳۸۵ در استان مازندران در درگیری با شکارچیان غیرمجاز کشته شد. او همچنین رئیس اداره محیط زیست بهشهر بوده است.

## جایزه یحیی
در راستای برنامه‌های حمایتی انجمن یوزپلنگ ایرانی از محیط‌بانان، جایزه یحیی شاهکوه محلی با نام «جایزه یحیی» که جایزه‌ای سالانه است، ویژه تقدیر از محیط‌بانان سازمان حفاظت محیط زیست ایران تشکیل شده است. هدف از این جایزه، تجلیل از محیط‌بانانی است که تلاش‌های چشم‌گیری در زمینه حفاظت از عرصه‌های تنوع زیستی در حوزه‌های محل خدمت خود داشته‌اند.